# Iwan Bolin
Erik Iwan Bolin, född 28 maj 1886 i Riga, Lettland, död 28 november 1962 i Gustav Vasa församling i Stockholm, var en svensk kemist, lärare och författare.

## Biografi

### Bakgrund
Iwan Bolins far Ernst Bolin föddes i Karlshamn 1841. När fadern var i 45-årsåldern seglade han över till Riga med sin blivande hustru Jenny Sandström för att göra affärer. Paret gifte sig där efter något år och fick de tre sönerna Iwan Bolin, Lorentz Bolin och Sascha Bolin. Familjen flyttade tillbaka till Sverige och Kalmar när Iwan var sju år gammal och två år senare till Stockholm.

### Levnad
Han blev fil. lic. i Stockholm 1914 och filosofie hedersdoktor i Stockholm 1947. Iwan Bolin var amanuens i kemi och tillförordnad lärare vid Stockholms högskola 1908-1916, lärare vid Grewesmühlska samskolan 1912-1918, vid Artilleri- och ingenjörshögskolan 1918-1942, vid Kungliga sjökrigshögskolan 1919-1945 och vid Skogshögskolan 1925-1953. Han var kemisk ledare vid AB Johan Ohlssons tekniska fabriker 1917-1936.
Iwan Bolin var föreståndare för Stockholms arbetareinstitut 1926-1951. Han var föreståndare 1928-1952 och ordförande 1945-1959 i Folkbildningsförbundet, därefter dess hedersordförande. Han var konsulent vid Skolöverstyrelsen 1933-1954, sekreterare i Folkuniversitetsföreningen 1928 och styrelseledamot i Radiotjänst 1936-1947. Bolin var ledamot av 1944 års folkbildningsutredning och styrelseledamot i centralförbundet för socialarbetare. 
Han publicerade vetenskapliga avhandlingar i organisk och fysikalisk kemi, populärvetenskapliga uppsatser i Nordisk familjebok, kalendrar, tidningar och tidskrifter samt läroböcker i kemi.
Han tilldelades den kungliga medaljen Illis Quorum 8:e storleken (1959).

### Familj
Han var från 1911 gift med Maja Hörlin (1888–1975). Iwan Bolin är gravsatt på Utö kyrkogård i Stockholms södra skärgård.

## Iwan Bolin-priset
Stockholms Arbetareinstitutsförening inrättade 2009 Iwan Bolin-priset  ”för en person som på ett verkningsfullt sätt bidragit eller bidrar till att kommunicera forskningens resultat och metod på ett folkbildningsmässigt sätt och därmed stimulerar allmänhetens intresse för vetenskap och vetenskapens innehåll.” Iwan Bolin var, förutom sin föreståndargärning i institutet, en framstående forskningskommunikatör, vilket är skälet till prisets benämning.